# أندريه فينتورا
أندريه فينتورا (مواليد 15 يناير 1983) هو سياسي برتغالي يشغل منصب رئيس حزب شيغا.